# Gresse
Gresse település Németországban, Mecklenburg-Elő-Pomeránia tartományban. Lakosainak száma 700 fő (2023. december 31.).

## Népesség
A település népességének változása:
| Lakosok száma | 713  | 724  | 722  | 727  | 700  |
|               | 2017 | 2019 | 2021 | 2022 | 2023 |